# På djupt vatten
På djupt vatten är en amerikansk actionfilm från 2005 i regi av Anthony Hickox med Steven Seagal i huvudrollen.

## Handling
Chris Cody (Seagal) är i spetsen för ett gäng kriminella fångar som släpps på fri fot om de visar sig kunna tjäna sitt land under ett farligt uppdrag. Uppdraget består i att befria ett antal fångade amerikanska soldater från ett hemligt fångläger. Om de lyckas väntar benådning och 100.000 USD per man. Mot alla odds lyckas operationen. Men på ubåten som ska transportera dem hem igen upptäcker de att fångarna de just frisläppt är hjärntvättade försökskaniner, programmerade mördarmaskiner. Cody och hans män är fast i en fälla, 1500 meter under havsytan. I en likkista av stål.

## Rollista (i urval)
- Steven Seagal - Chris Cody
- Christine Adams - Dr. Chappell
- William Hope - Fletcher
- Nick Brimble - Arian Lehder
- Vinnie Jones - Henry
- Alison King - Damita
- P.H. Moriarty - Chef
- Gary Daniels - Sharpe
- Ross McCall - Plowden